# Punta alle 8
Punta alle 8 è stata una miniserie televisiva autoprodotta dalla rete televisiva privata Italia 7, verso la prima metà degli anni novanta.

## Contenuti
Questa piccola fiction a medio-basso costo, girata con la tecnica del multi-camera tipica del sit-com, trattava delle avventure giovanili, delle storie d'amore e dei problemi familiari di un gruppo di amici ventenni. A far cornice a tutto ciò c'era l'ambientazione di un bar, chiamato Il Bang.
A livello di contenuti e di "target" televisivo, questo programma si rivolgeva principalmente ad un pubblico giovanile, imitando, in un certo qual modo, lo stile de I ragazzi del muretto, celeberrimo sceneggiato di raidue, andato in onda nello stesso periodo.

## Altro
Punta alle 8 aveva una durata di mezz'ora.
Andava in onda nella fascia preserale del canale televisivo Italia7 verso le ore 20:00, come suggeriva il jingle in stile Drive In, cantato prima delle interruzioni pubblicitarie: "punta alle otto, bang!".
La trasmissione originariamente andava infatti in onda alle ore 20, ma dopo qualche settimana fu spostata alle 19.30.
Fra i protagonisti della serie c'erano Daniele Liotti, un ancora sconosciuto, benché non più giovanissimo, Paolo Calissano, Barbara Livi, Manuela Morabito e Fabrizio Casula (nei titoli di coda figura anche Alessio Boni). 
Le coreografie erano curate da Cristina Moffa, la ballerina bionda della prima stagione del Drive In di Italia 1.